# Redução, Recategorização e Extinção de Unidades de Conservação
PADDD é a sigla para Protected Area Downgrading, Downsizing, and Degazettement, que pode ser traduzida como Rebaixamento, Redução e Extinção de Áreas Protegidas.  Embora as Unidades de Conservação desempenhem um papel fundamental, os eventos de PADDD têm se tornado cada vez mais comuns em diversas partes do mundo. No Brasil, propostas de redução, reclassificação e extinção de Unidades de Conservação são apresentadas no Congresso Nacional e nas assembleias legislativas estaduais, representando uma frente de pressão à proteção ambiental.   Essas ações, em conjunto, provocam a diminuição das áreas legalmente protegidas, comprometendo a sua preservação para as gerações futuras. Com isso, exposições a riscos à biodiversidade, à produção agrícola, à segurança hídrica e ao equilíbrio climático tornam-se ainda mais intensas.

## Definições de eventos de PADDD:
Redução (Downsizing) :Consiste na diminuição da extensão territorial de uma unidade de conservação.
Recategorização (Downgrading) : rebaixamento, redução ou reclassificação das regras de proteção ou uso de recursos naturais dentro da área protegida, permitindo atividades humanas anteriormente proibidas.
Extinção/ Exclusão (Degazettement) :Trata-se do cancelamento oficial do status de área protegida, removendo totalmente sua designação legal e a proteção associada.

## Causas
Entre os anos de 1892 e 2020, mais de 4.400 eventos de PADDD foram formalmente implementados em 74 países, afetando uma área equivalente ao território da Índia. Além disso, entre 1944 e 2019, foram registradas mais de 1.100 propostas de PADDD em 26 países. A maioria dos eventos (61%) teve relação com à extração de recursos para fins industriais, como mineração, petróleo, gás, agricultura comercial e obras de infraestrutura. Observa-se um aumento expressivo na frequência dessas ocorrências nas últimas décadas: 77% dos eventos ocorreram após o ano 2000. Os Estados Unidos e o Brasil figuram entre os principais focos de incidência de PADDD no cenário internacional.
As causas do fenômeno de redução, recategorização e extinção de áreas protegidas, que ocorre em todo o mundo, são multifatoriais. No entanto, existem estudos que apontam as prováveis motivações, tanto em nível global quanto em contextos nacionais específicos, como o brasileiro. São elas:
Projetos de infraestrutura pública: construção de estradas, hidrelétricas, linhas de transmissão de energia e expansão urbana. A logística necessária para a implementação desses projetos demanda a flexibilização ou a alteração dos limites de proteção das unidades de conservação, a fim de viabilizar as obras.
Pressão pelo uso do solo: majoritariamente para exploração agropecuária, mineração, extração de madeira e demais atividades econômicas que demandam o uso da terra. Isso leva ao desmatamento e à degradação ambiental, estimulando e favorecendo processos de PADDD.
Demanda por assentamentos e grilagem de terras: ocupações irregulares, conflitos territoriais e especulação imobiliária pressionam a gestão de áreas protegidas, especialmente em regiões com baixa fiscalização e fraca governança. 
Motivações políticas e socioeconômicas: em algumas localidades, o desenvolvimento econômico e os interesses políticos frequentemente se sobrepõem à conservação, o que leva à flexibilização dos regimes de proteção legal.
Estudos abrangendo países da África, Ásia e América Latina, que concentram boa parte das áreas prioritárias para a conservação global e mais de 70% das terras e águas protegidas do mundo, demostram que, muitas vezes, os compromissos de conservação entram em conflito com metas políticas, sociais e econômicas locais.
Na África, por exemplo, foi estimado que, sem eventos de PADDD, ao menos quatro países teriam alcançado as metas de cobertura de áreas protegidas estabelecidas pela Convenção sobre Diversidade Biológica para o ano de 2020. Isso mostra como a interrupção das políticas de proteção podem comprometer o cumprimento de compromissos internacionais assumidos.
No contexto brasileiro, as alterações legais e administrativas associadas ao PADDD resultaram na remoção de aproximadamente 6% da área terrestre que era originalmente protegida. Essas mudanças foram fortemente motivadas pela construção de usinas hidrelétricas e pela regularização de ocupações humanas em zonas rurais.  As mudanças legislativas e institucionais são Instrumentos que também contribuem e reduzem as demandas ambientais ou descentralizam a autoridade de gestão ambiental abrem caminho para a redução, recategorização de unidades de conservação. Projetos de lei como o PL no 3.729/2004 são exemplos representativos no Brasil. De acordo com o site InfoAmazonia, entre os anos de 2000 e 2024, a Amazônia Legal perdeu aproximadamente 87 mil km² de áreas protegidas. Nesse período, foram identificadas 60 modificações legislativas que enfraqueceram a proteção das unidades de conservação, por meio de projetos de lei e decisões judiciais. Atualmente, tramitam no Congresso Nacional e no Poder Judiciário sete propostas que, se aprovadas, podem afetar mais 13.448 km² dessas áreas. Ao todo, foram registrados 106 eventos de PADDD, dos quais 60 foram efetivados, 46 cancelados e apenas nove revertidos.

## Consequências
A ocorrência de eventos de PADDD pode comprometer metas nacionais e internacionais de conservação da biodiversidade e da estabilidade climática. Entre as principais consequências estão:
Retrocesso ambiental
A redução, recategorização e extinção de áreas protegidas causam a perda de décadas de avanços em políticas públicas ambientais. Além de facilitar o desmatamento e a degradação ambiental, o PADDD inviabiliza metas internacionais de cobertura florestal e conservação da biodiversidade. Um relatório da Rede WWF aponta que o mundo está falhando tanto na proteção quanto na restauração das florestas, o que ameaça o cumprimento das metas climáticas e de biodiversidade. A perda de áreas protegidas está entre os fatores que contribuem diretamente para esse fracasso.
Enfraquecimento de políticas públicas e descumprimento de compromissos internacionais
Eventos de PADDD fragilizam estruturas legais como o Sistema Nacional de Unidades de Conservação (SNUC), dificultando o planejamento territorial, a aplicação de políticas públicas ambientais e a governança dos recursos naturais. A reincidência desses eventos evidencia um enfraquecimento institucional que compromete a capacidade do Estado de conservar a biodiversidade de forma efetiva.
Além disso, o PADDD impacta diretamente o cumprimento de acordos multilaterais, como a Convenção sobre Diversidade Biológica (CDB), da qual o Brasil é signatário. O Artigo 8 da CDB estabelece que os países devem conservar ecossistemas e habitats naturais in situ, o que inclui a criação, manutenção e fortalecimento de áreas protegidas. Ao reduzir ou extinguir unidades de conservação, os países violam os compromissos assumidos perante a comunidade internacional e dificultam o alcance das metas globais de biodiversidade.

## Impactos
As alterações promovidas pela PADDD (rebaixamento, redução e extinção de áreas protegidas) trazem consequências ambientais significativas e preocupantes, sobretudo para a conservação da biodiversidade e o equilíbrio dos ecossistemas. A diminuição das áreas legalmente protegidas enfraquece a capacidade dessas regiões de preservar espécies nativas, reduzir o desmatamento e manter os serviços ecossistêmicos, como a regulação do ciclo da água e o sequestro de carbono.
No Brasil, onde as Unidades de Conservação (UCs) possuem papel estratégico na proteção da Amazônia e de outros biomas, os eventos de PADDD têm sido associados ao aumento do desmatamento e à degradação ambiental. Um levantamento recente revelou que entre os anos de 2000 e 2024, a Amazônia Legal perdeu em área protegida o equivalente a 57 cidades do tamanho de São Paulo, em parte devido a mudanças legislativas que flexibilizaram a proteção dessas áreas. Essas ações comprometem metas ambientais nacionais e internacionais, como o compromisso pelo desmatamento zero até 2030 e os acordos da Convenção sobre Diversidade Biológica.
Além disso, a redução e reclassificação das áreas protegidas podem afetar diretamente os ciclos climáticos regionais, agravando eventos de seca e enchentes, e interferir nos recursos hídricos essenciais para a agricultura e o abastecimento das populações locais. A perda da integridade das unidades de conservação também implica ameaças à sobrevivência de fauna e flora ameaçadas, potencializando a perda de diversidade genética e ecossistêmica, fatores essenciais para a resiliência ambiental e para a adaptação às mudanças climáticas.
São ainda notáveis os impactos econômicos negativos decorrentes da diminuição das áreas protegidas, uma vez que elas sustentam atividades como o ecoturismo e proporcionam benefícios indiretos relacionados aos serviços ambientais que suportam a agricultura, a pesca e a qualidade de vida das populações locais. 
O fenômeno do PADDD representa uma retrocessão no avanço das políticas ambientais, com impactos ambientais profundos que ameaçam a sustentabilidade dos biomas brasileiros e seu papel crucial no equilíbrio climático global.

## Respostas ao PADDD
PADDD tem gerado debates contínuos em fóruns internacionais, encontros de especialistas e organismos governamentais e não governamentais. À medida que os impactos negativos dessas intervenções tornam-se cada vez mais evidentes para a conservação da biodiversidade e o equilíbrio ambiental, crescem as iniciativas e pressões para fortalecer a proteção das áreas naturais. 
Diversas organizações globais e nacionais, entre elas a WWF, têm intensificado a promoção de resoluções, manifestos e orientações para evitar ações que enfraqueçam as unidades de conservação, especialmente aquelas motivadas por interesses econômicos imediatos, como a expansão de infraestrutura ou a exploração de recursos naturais. Essas recomendações reforçam a necessidade de que governos e instituições adotem critérios rigorosos e transparentes ao considerar mudanças no status de proteção dessas áreas, garantindo também a participação social ao longo do processo. Paralelamente, há iniciativas inovadoras em andamento que buscam assegurar financiamento sustentável e de longo prazo para a conservação de parques e reservas naturais. Programas colaborativos envolvendo governos, organizações não governamentais e o setor privado têm incentivado a criação de fundos permanentes, como os destinados a proteger áreas na Amazônia e em outros biomas tropicais, promovendo assim a estabilidade da proteção ambiental.
Nesse contexto, observa-se uma mobilização internacional, com participação ativa da WWF, voltada para a defesa e o fortalecimento dos marcos jurídicos que garantem a proteção das unidades de conservação. A recuperação das áreas afetadas por processos de rebaixamento, a promoção do monitoramento público constante e o incentivo ao diálogo interdisciplinar e à troca de experiências são estratégias essenciais para frear retrocessos e ampliar a conservação dos ecossistemas em escala global.

## Monitoramento
O PADDD é monitorado globalmente, especialmente por iniciativas como o PADDDtracker.org, que é, até o momento, a base de dados mais completa sobre retrocessos legais em parques nacionais e outras unidades de conservação no mundo. A plataforma reúne mapas, informações públicas e registros de eventos de Redução, Recategorização e Extinção de Unidades de Conservação, coletados de maneira sistemática, precisa e também por meio de contribuições colaborativas (crowdsourcing). Os dados disponíveis para download passam por validação científica, incluindo revisão por pares. Além disso, qualquer pessoa pode contribuir com informações sobre mudanças em áreas protegidas, e essas contribuições são revisadas por instituições como a Conservation International e o World Wildlife Fund (WWF).
PADDD no Brasil
 

No Brasil, diversos eventos de PADDD já foram identificados e documentados pela plataforma PADDDtracker.org, evidenciando que áreas protegidas estão sujeitas a retrocessos legais mesmo após sua criação formal. Casos emblemáticos de redução de limites (downsizing) já foram promulgados em unidades como o Parque Nacional da Chapada dos Veadeiros, o Parque Nacional do Araguaia, o Parque Estadual do Xingu, o Parque Nacional de São Joaquim, o Parque Estadual Fontes do Ipiranga, a Reserva Extrativista Rio Gregório e a Floresta Nacional de Roraima. Além disso, há diversos registros de flexibilização das regras de proteção (downgrade), tanto já implementados quanto ainda em fase de proposta, como na Reserva Biológica Nascentes da Serra do Cachimbo, Estação Ecológica Terra do Meio, Estação Ecológica de Guaraqueçaba, Parque Nacional da Serra da Canastra, Parque Estadual do Jurupará e Parque Nacional do Iguaçu. Também se observam eventos de extinção total ou parcial de unidades (degazettement), como os propostos para o Parque Nacional Jamanxim, a Floresta Nacional do Amaná, a Floresta Nacional de Crepori, a Área de Proteção Ambiental do Tapajós e a Estação Ecológica Umirizal. A repetição desses processos em diferentes biomas revela a vulnerabilidade institucional das áreas protegidas brasileiras, que, embora criadas por instrumentos legais, continuam suscetíveis a mudanças impostas por pressões políticas, econômicas e fundiárias.